# Armería de San Francisco
La Armería de San Francisco, también conocida como Armería y Arsenal de la Guardia Nacional de San Francisco o simplemente La Armería, es un edificio histórico en Mission District, barrio de San Francisco (California). Desde 2018, es propiedad de SF Armory LLC, filial de AJ Capital Partners.

## Armería de la Guardia Nacional
El edificio se construyó como armería y arsenal para la Guardia Nacional de los Estados Unidos entre 1912 y 1914 y se diseñó con un aspecto de castillo en estilo neoárabe. Se alzó sobre parte del emplazamiento de Woodward's Gardens (1866-1891), un zoológico, acuario, museo de arte y parque de atracciones que abarcaba dos manzanas de la ciudad. La estructura se construyó para sustituir a la antigua Armería de San Francisco, situada en el barrio de Western Addition, que había sido destruida por el terremoto de 1906. Además de su función como armería y arsenal, durante la década de 1920 sirvió como lugar de celebración de eventos deportivos, como las peleas de gallos.
La Armería sirvió de bastión y punto de encuentro para la Guardia Nacional en su represión de la Huelga General de San Francisco de 1934. El edificio cerró como armería en 1976, cuando la Guardia Nacional trasladó sus instalaciones a Fort Funston.

## Centro deportivo

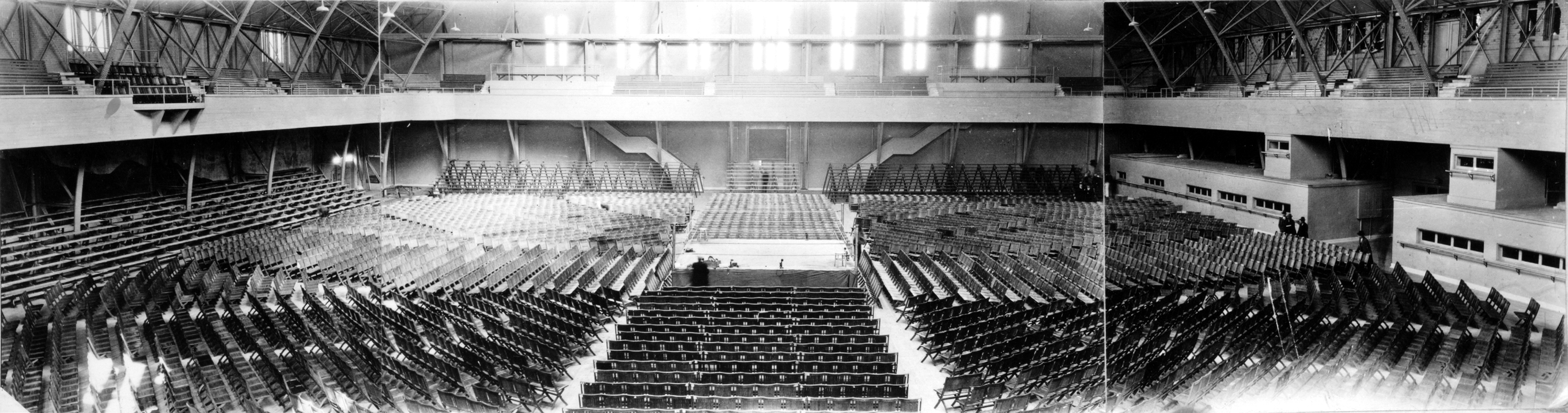
Interior del recinto con aspecto de ring de boxeo, hacia 1928.

Desde la década de 1920 hasta la de 1940, el Mission Armory fue el principal escenario deportivo de San Francisco, y acabó ganándose el apodo de "el Madison Square Garden del Oeste". Durante casi tres décadas, se celebraron al menos dos combates semanales en el Drill Court.
Uno de los combates más notables fue el que enfrentó a Young Corbett III y Jackie Fields por el título de los pesos ligeros. Otros combates notables que tuvieron lugar en la Armería fueron los que disputaron Mike Teague y Jack Thompson (ambos fueron campeones de peso welter); y Corbett y Pete Myers en 1929.

## Período 1976-2006
Después de 1976, el edificio no se utilizó durante los siguientes 30 años, aunque en 1978 se registró como monumento histórico de clase 2 en el Registro Nacional de Lugares Históricos. En él se rodaron varias escenas de interiores de naves espaciales en la película de Star Wars: El Imperio contraataca, y la Ópera de San Francisco utilizó el gran patio interior de La Armería para la construcción de decorados y ensayos hasta mediados de los años 1990.
Para entonces, el Arsenal estaba muy deteriorado. Entre 1996 y 2006 se propusieron varios usos para el edificio, como unidades de autoalmacenamiento, una clínica de rehabilitación, un gimnasio con una pared de roca, un parque de oficinas de puntocom, un centro de conmutación de telecomunicaciones, viviendas de lujo y viviendas para personas con bajos ingresos.
Muchas de estas propuestas estuvieron marcadas por enconados debates entre diversos intereses comunitarios. La preocupación por el aburguesamiento, el impacto social y medioambiental o la inadecuación de la estructura para diversos usos hizo que ninguno de los diversos planes para la estructura llegara a buen puerto. El edificio llegó a ser descrito, en diversas ocasiones, como "una manada de elefantes blancos", "maldito", y "un edificio poco amigable". Las escaleras de la entrada principal de la armería también se convirtieron en un conocido lugar para practicar el skateboarding, conocido como "3-Up 3-Down".

## Sede de Kink.com (2006-2018)

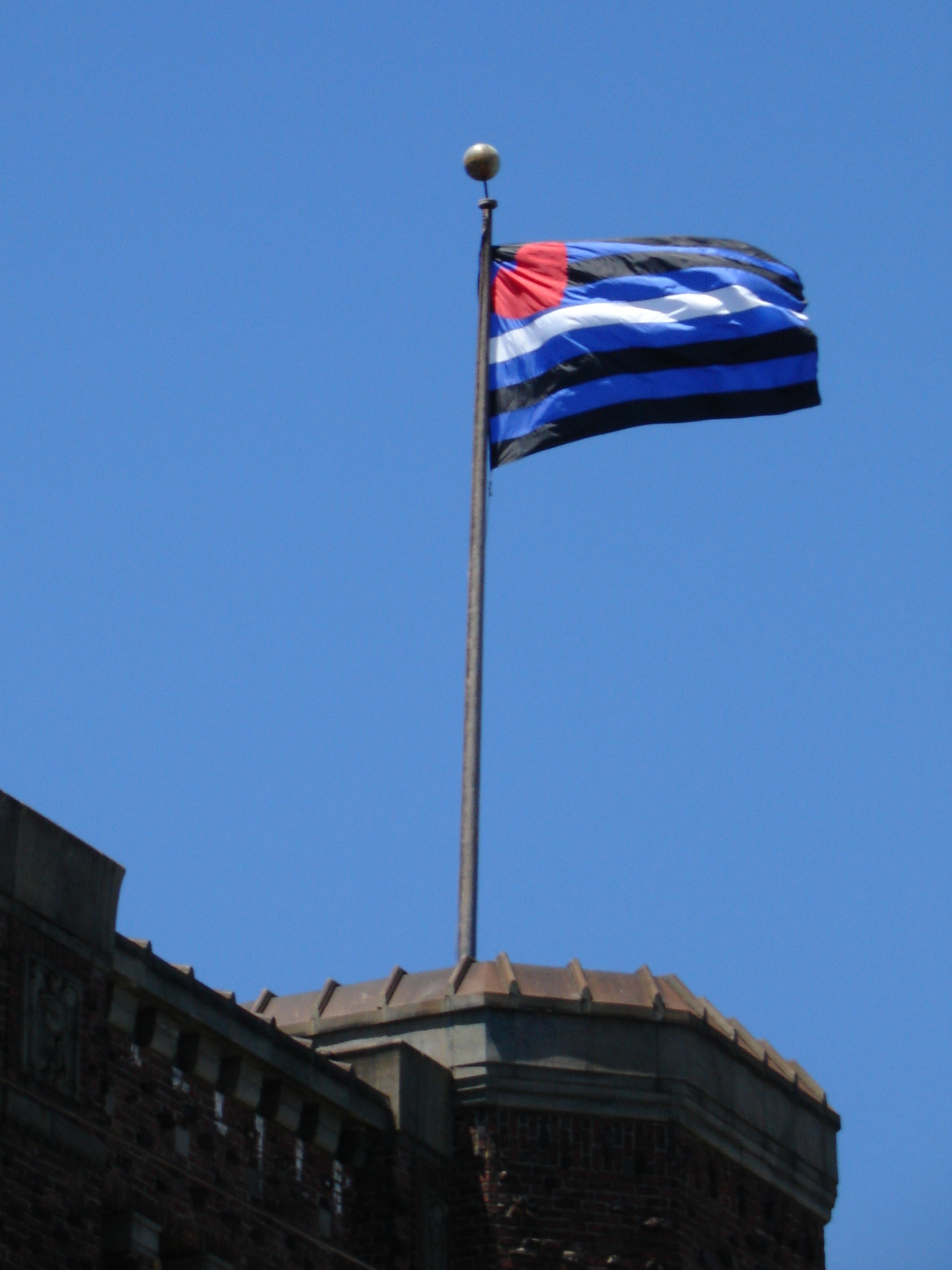
Una bandera del orgullo leather en 2008 ondeando en el edificio, cuando albergaba la sede del estudio Kink.com.

A finales de 2006, The Armory fue adquirido por 14,5 millones de dólares por Kink.com, una productora pornográfica con sede en San Francisco y especializada en pornografía BDSM. La empresa utilizó el edificio como estudio para la producción de contenidos para sus sitios web, y comenzó a rodar en 2007. Peter Acworth, propietario de la empresa, declaró que la estructura se adaptaba muy bien a las necesidades de la empresa sin necesidad de realizar modificaciones estructurales significativas en el edificio, y que la empresa comenzaría a reparar la estructura en mal estado. También se anunció que Kink.com planeaba en algún momento del futuro alquilar espacios de estudio para la producción de películas de todo tipo dentro del edificio.
La venta no se anunció hasta enero de 2007 debido a un acuerdo de confidencialidad con el anterior propietario. Muchas personas acogieron con satisfacción este uso como una forma de revitalizar la estructura y devolver el negocio a la zona sin alterar el aspecto del edificio histórico, además de estar en consonancia con la tradición de San Francisco de dar cabida a las minorías sexuales. A otros les molestó que un estudio de pornografía se ubicara en medio de un barrio residencial cerca de las escuelas, o se opusieron al abandono de los planes de viviendas para personas con bajos ingresos en el lugar, así como a la falta de participación de la comunidad en este uso.
Pronto se formó un grupo conocido como Mission Armory Community Collective para oponerse al uso de Kink.com en la Armería, llegando a manifestarse frente al edificio en febrero de 2007. El entonces alcalde de San Francisco, Gavin Newsom, también expresó su preocupación por la compra de Kink.com, y programó una reunión especial de la Comisión de Planificación de San Francisco en marzo de 2007 para revisar el uso del edificio por parte de la empresa. Esta reunión pública contó con una gran asistencia tanto de partidarios como de detractores de la compra de Kink.com. La Comisión de Planificación, por su parte, dictaminó que Kink.com no infringía ninguna ley ni requisito de zonificación.
Aunque Kink.com declaró que sus actividades serían invisibles para el vecindario circundante, La Casa de las Madres, un refugio de mujeres vecino, anunció a finales de marzo de 2007 que abandonaría el lugar. El refugio había planeado mudarse de ese lugar en 2009, cuando su contrato de arrendamiento expirara, pero declaró que dejaría el lugar debido al escrutinio de los medios de comunicación sobre la presencia de Kink.com.
Como resumió en retrospectiva San Francisco Chronicle en 2018, tras las protestas iniciales "Acworth acabó ganándose los elogios por el trabajo de restauración que realizó en el castillo morisco de ladrillo, que llevaba mucho tiempo vacío".
A finales de 2007, Acworth se dirigió a la Comisión de Planificación de San Francisco con la idea de convertir parte del espacio de la Armería en condominios con cámaras web. Sin embargo, Acworth también describió los planes como "extremadamente hipotéticos" y declaró que "no hay ningún plan firme para utilizarlo  para nada más que un estudio de cine convencional por ahora".
En mayo y diciembre de 2008, el San Francisco Armory acogió el Mission Bazaar, una feria de arte para todas las edades en la que se presentaban artistas y artesanos locales que vendían sus obras, así como actuaciones. Fue el primer evento público celebrado en la Armería desde la década de 1970.
Desde entonces, el edificio ha albergado eventos públicos y competiciones deportivas. Estaba abierto para visitas públicas y talleres relacionados con el BDSM.
En enero de 2017, Kink.com anunció que dejaría de utilizar la Armería para la producción de películas. En 2018, el edificio fue adquirido por una empresa inmobiliaria de Nashville (Tennessee).

## SF Armory LLC (2018-presente)
En enero de 2018, el edificio se vendió por 65 millones de dólares a SF Armory LLC, una filial de la empresa de inversiones con sede en Chicago AJ Capital Partners. El nuevo propietario declaró que planeaba convertir las dos plantas superiores del edificio en espacio de oficinas y alquilar el resto a empresas manufactureras.

## Controversia sobre las aguas subterráneas
Los guías empleados por Kink.com repitieron con frecuencia la creencia, en su mayoría inexacta pero muy extendida, de que una porción remanente del Mission Creek fluye a través del subsuelo del edificio.
El agua del subsuelo es agua subterránea que se habría filtrado a través de los suelos hasta el cercano Mission Creek durante el tiempo en que existió como cauce abierto. Cualquier sótano o excavación excavada a la misma profundidad en el vecindario se llenaría de agua a una profundidad típica de muchos pies, la profundidad exacta depende de la estación del año y de los factores de lluvia. Las bombas que funcionan constantemente dentro del edificio impiden que el agua subterránea se acumule en el subsuelo. Según los guías de la empresa, las aguas subterráneas llenaban por completo el subsuelo en el momento en que la compañía compró el edificio.